# ساندرا مایشبرگر
ساندرا مایشبرگر (انگلیسی: Sandra Maischberger؛ زادهٔ ۲۵ اوت ۱۹۶۶) روزنامه‌نگار، مجری تلویزیون، تهیه‌کننده فیلم، و نویسنده اهل آلمان است.
وی همچنین برندهٔ جوایزی همچون گلدن کمرا شده‌است.